# Zofia Żelazny
Zofia Gałuszka-Żelazny (ur. 13 maja 1934 w Rudniku nad Sanem, zm. 9 lipca 2019) – polska filantropka, działaczka na rzecz osób chorych i niepełnosprawnych oraz organizatorka pomocy materialnej dla tych grup.

## Życiorys
Począwszy od 1976, wraz z mężem Zdzisławem (1932–2006) wspomagała osoby niepełnosprawne i chore, zarówno dorosłe, jak i małoletnie. W czasach niedoborów rynkowych organizowała (również poza granicami Polski) kule, wózki inwalidzkie, chodziki, łóżka rehabilitacyjne, a także leki i materiały opatrunkowe. W trakcie tych działań małżeństwo rozpoczęło współpracę z Brorem Hanssonem, szwedzkim działaczem na rzecz osób z niepoełnosprawnościami, co zaowocowało sprowadzaniem używanego sprzętu do remontu, który naprawiano i rozdysponowywano wśród potrzebujących. Szacuje się, że w trakcie swojej działalności sprowadzili do Polski ponad trzysta ciężarówek z używanym sprzętem rehabilitacyjnym, który rozdysponowano potem do szpitali, hospicjów, domów pomocy społecznej i indywidualnie do osób z niepełnosprawnościami. Samych wózków inwalidzkich przywieziono około 9.000.
W latach stanu wojennego (1981–1983), dzięki ich staraniom, do Krakowa przyjeżdżały transporty odzieży, żywności, środków higieny osobistej i urządzeń medycznych, a także dwie karetki reanimacyjne. Szkoły, przedszkola i domy dziecka wspomożono ponad 40 tysiącami ergonomicznych ławek, krzeseł i innego umeblowania.
W 1995 (lub 1997) założyła z mężem Stowarzyszenie Filantropów im. Brora Hanssona.
Pogrzeb odbył się w 15 lipca 2019 na cmentarzu Rakowickim.

## Odznaczenia
W 2007 otrzymała brązowy Medal Cracoviae Merenti (jej mąż został odznaczony pośmiertnie takim samym medalem). Małżeństwo otrzymało również tytuł Filantropa Krakowa w łączonej edycji konkursu za lata 1999–2000. W  2013 została odznaczona Złotym Krzyżem Zasługi za działalność społeczną na rzecz osób potrzebujących pomocy i wsparcia.